# Стивън Кови
Стивън Ричардс Кови (24 октомври 1932 – 16 юли 2012 г.) е американски педагог, писател, бизнесмен и лектор. Неговата най-популярна книга е „Седемте навика на високоефективните хора“.

## Биография

### Седемте навика на високо ефективните хора
Седемте навика на високоефективните хора, най – известната му книга, е продадена в повече от 25 000 000 копия. 

## Книги
- Spiritual Roots of Human Relations (1970)
- The Divine Center (1982)
- The Seven Habits of Highly Effective People (1989)
7-те навика на ефективните хора, изд.: Арета, София (1994), прев. Анна Георгиева
Седемте навика на високоефективните хора, изд.: Кибеа, София (1999), прев. Анна Георгиева
- Principle Centered Leadership (1992)
- First Things First (1994)
- Quest: The Spiritual Path to Success (1997)
- Living the Seven Habits (2000)
Да живеем според седемте навика: Волята за личностна промяна, изд.: Кибеа, София (2009), прев. Нели Щерева
- 6 Events: The Restoration Model for Solving Life’s Problems (2004)
- The 8th Habit: From Effectiveness to Greatness (2004)
8-ият навик: от ефективност към съвършенство, изд.: Кибеа, София (2011), прев. Ирина Горялова
- The Leader in Me: How Schools and Parents Around the World Are Inspiring Greatness, One Child At a Time (2008)
- Predictable Results in Unpredictable Times (2009) – с Боб Уитман и Брек Ингланд
Предвидими резултати в непредвидими времена: как да побеждаваме независимо от обстоятелствата, изд.: Кибеа, София (2010), прев. Ирина Манушева
- Great work, great career (2009) – с Дженифър Колосимо
Супер работа, супер кариера, изд.: Кибеа, София (2011), прев. Ирина Манушева
- The Speed of Trust: The One Thing that Changes Everything (2010)
- The 3rd Alternative: Solving Life's Most Difficult Problems (2011) – с Брек Ингланд
Третата алтернатива: разрешаване на най-трудните проблеми в живота, изд.: Кибеа, София (2013), прев. Ирина Манушева